# موریس داب
موریس هربرت داب (Maurice Herbert Dobb) (زاده ۲۴ ژوئیه ۱۹۰۰ – درگذشته ۱۷ اوت ۱۹۷۶)، اقتصاددان اهل انگلیس بود که در دانشگاه کمبریج فعالیت می‌کرد. داب عضو کالج ترینیتی، کمبریج بود و از وی به عنوان یکی از اقتصاددانان برجسته مارکسیست قرن بیستم یاد می‌شود.

## زندگی‌نامه
داب در ۲۴ ژوئیه ۱۹۰۰ در لندن متولد شد. وی پسر والتر هربرت داب و السی آنی مویر سابق است. داب و خانواده‌اش در حومه لندن ویلسدن زندگی می‌کردند. وی در مدرسه چارترهاوس در ساری که یک مدرسه شبانه‌روزی مستقل بود، تحصیل کرد.
داب در اوایل نوجوانی و پس از مرگ مادرش شروع به نوشتن کرد. درونگرایی وی مانع از این شد که شبکه‌ای از دوستان داشته باشد. اولین رمان‌های داب محتوای فانتزی و تخیلی داشتند. وی پس از مرگ مادرش، همانند پدر خود، به مطالعه علوم مسیحیت پرداخت. سابق بر این، خانواده داب به کلیسای پرسبیتریان تعلق داشتند.
داب به‌خاطر اوربند در نوامبر ۱۹۱۸ از خدمت نظامی معاف شد و در سال ۱۹۱۹ در کالج پمبروک در کمبریج، با اخذ کمک هزینه تحصیلی در رشته اقتصاد پذیرفته شد. در سال‌های ۱۹۲۱ و ۱۹۲۲ وی در هر دو بخش از امتحانات حساب اقتصاد رتبه اول را کسب کرد و برای تحصیلات تکمیلی در مدرسه اقتصاد لندن پذیرفته شد. پس از اخذ مدرک دکترا در سال ۱۹۲۴، داب در سمت استاد دانشگاه به کمبریج بازگشت. وی در مورد عقاید کمونیستی خود با دانشجویان خود گپ می‌زد. یکی از دانشجویان داب به نام ویکتور کایرنان بعداً گفت: «ما در آن زمان فرصتی برای فهم دقیق نظریه مارکسیستی نداشتیم. این ایده به تازگی در انگلستان باب شده بود، اما با این وجود یک مفسر مجذوب در کمبریج به‌نام موریس داب داشت». خانه داب، کلیسای «سنت اندروز» در چسترتون لین، محل ملاقات مکرر کمونیست‌های کمبریج بود که افراد محلی آن را با نام «خانه سرخ» می‌شناختند.
داب در سال ۱۹۲۰ به حزب کمونیست پیوست و در دهه ۱۹۳۰ عامل اصلی جنبش‌های کمونیستی در دانشگاه بود. یکی از نیروهای این جنبش کیم فیلبی بود که بعداً به عنوان یک جاسوس رتبه بالا در سازمان استخبارات بریتانیا مشغول به کار شد. گفته می‌شود که داب در کمینترن وظیفه «استعدادیابی» را برعهده داشت. در آن زمان داب یک انقلابی کمونیست در بریتانیا بود. وی از نظر اقدامات سیاسی بسیار فعال بود و به‌طور مداوم زمان زیادی را صرف سازماندهی تظاهرات و ارائه سخنرانی‌ها می‌کرد. داب به عنوان یک اقتصاددان معمولاً به آسیب‌پذیری در برابر بحران‌های اقتصادی می‌پرداخت. داب ایالات متحده را سرمایه‌داری می‌دانست که پیسه خود را به عوض این‌که به کارهای عمومی اختصاص دهد، صرف برنامه‌های نظامی می‌کند.

### حرفه
داب بیش از ۵۰ سال عضو ترینیتی بود. وی در سال ۱۹۴۸ به عنوان همکار انتخاب شد و در آن زمان با همکاری پیرو سرافا به جمع‌آوری آثار و نامه‌های منتخب دیوید ریکاردو پرداخت. در نهایت نتایج این همکاری در یازده جلد منتشر شد و تا سال ۱۹۵۹ در فهرست کتب دانشگاهی قرار نگرفت.
او در طول زندگی کاری خود دوازده کتاب دانشگاهی و بیش از ۲۴ جزوه و مقالات متعدد برای مخاطبان عمومی منتشر کرد. او اغلب در مورد اقتصاد سیاسی نوشت و ارتباطی میان زمینه اجتماعی و مشکلات موجود در جامعه و چگونگی تأثیر آن بر مبادلات بازار ترسیم کرد. او در کلاس اقتصاد مارکسیستی خود گفت: «روابط اقتصادی مردان تعیین‌کننده انجمن‌های اجتماعی مردان است». داب معتقد بود که نظام سرمایه‌داری طبقات مختلفی از مردم را ایجاد می‌کند که نتیجه به‌وجود آمدن این طبقات، جنگ طبقاتی خواهد بود. داب در سال ۱۹۲۵ و بعد از سفری که با کینز به روسیه داشت تا حدودی از منافع خود در درگیری‌های سیاسی چشم‌پوشی کرد. از وی به‌خاطر سخنرانی‌های طولانی و کسل‌کننده که تنها تعداد کمی از دانشجویان در آن‌ها حاضر می‌شدند، به بدی یاد می‌شود.
داب در حدود سال ۱۹۲۸ سمت‌های دیگیری نیز بر عهده داشت؛ از جمله تدریس در یک مدرسه تابستانی، ریاست دانشکده اقتصاد حزب کمونیست بریتانیا و کمک به راه‌اندازی شرکت فیلمسازی حزب. او با عقاید متفاوتی در درون حزب مواجه شد و تأکید کرد که عقلانیت و فعالیت سیاسی به‌طور متقابل انحصاری نیستند.
داب در سال ۱۹۳۱ با باربارا ماریان نیکسون به عنوان همسر دوم خود ازدواج کرد و تا پایان عمر با او ماند. باربارا هرگز ادعا نکرد که یک کمونیست است، اما در حزب کارگر فعال بود. وی همچنین در حالی که برای اکتور شدن تلاش می‌کرد، عضو شورای شهرستان لندن بود. زندگی شخصی داب مورد توجه ویژه همکارانش بود. کالج پمبروک به‌خاطر وجود اختلاف نظرهای، داب را از سمت مدیر مطالعات برکنار کرد و حقوق غذاخوری او را نیز لغو نمود. داب در همان سال در مورد سفر اخیر خود به روسیه، سخنرانی کرد. نتیجه این سخنرانی منجر به آن شد که عده‌ای وی را «جیره‌خوار روسیه» خطاب کنند و همین موضوع دوباره باعث ایجاد رسوایی کوچکی در کمبریج شد. داب در مقاله‌ای که در تایمز منشر نمود، ادعا کرد که کدام ارتباطی با اتحاد جماهیر شوروی ندارد.

### انتشارات هوگارت
انتشارات هوگارت با هدف چاپ مطالبی برای تشویق تبادل آزاد ایده‌ها، توسط ویرجینیا و لئونارد وولف تأسیس شد. لئونارد وولف شخصاً یک ضد امپریالیست بود و اعتقاد داشت که تبادل فکری همان تبادل اقتصادی در فرم مادی است. مقالات داب، آمیخته‌ای از تبادل فکری به دلیل معرفی و دفاع از مارکسیسم و اندکی از نوشته‌های قابل فروش بودند. آثار این انتشارات احتمالاً انعکاس‌دهنده نظرات لئونارد و ویرجینیا وولف بود. بعدتر لئونارد وولف کتاب سفارشی دکترین سیاسی و اجتماعی کمونیسم را منتشر کرد. وی ابتدا از موریس داب و یک نویسنده دیگر خواسته بود که چنین کتابی تألیف کنند که هر دو نویسنده این درخواست را رد کرده بودند. میان «سال‌های ۱۹۲۴ و اواخر دهه ۱۹۳۰، انتشارات هوگارت هشت کتاب در مورد روسیه، کمونیسم و مارکسیسم منتشر کرد… انگیزه‌های این تألیفات که مورد حمایت لئونارد وولف بودند، سیاسی و آموزشی عنوان شد».
داب دو کتاب را با همکاری انتشارات هوگارت منتشر کرد. اولین کتاب، روسیه امروز و فردا (۱۹۳۰) نام داشت. داب این کتاب را پس از بازگشت از روسیه و با همکاری کینز نوشت. وی در این تألیف در مورد اقتصاد، سیاست، صنعت و کلتور شوروی اظهار نظر می‌کند. در دهه ۱۹۳۰ این کتاب فروش بسیار زیادی داشت. تألیف دوم داب، در مورد مارکسیسم امروز (۱۹۳۲) نام داشت و به عنوان مقدمه‌ای ابتدایی در مورد کمونیسم برای عموم مردم در نظر گرفته شد.

### مرگ و میراث
موریس داب در ۱۷ اوت ۱۹۷۶ درگذشت. در آن موقع وی تعهد قبلی خود به اقتصاد روسیه را زیر سؤال برده بود.
آرمان‌های کمونیستی داب زنده ماند. او دو شاگرد برجسته به نام‌های آمارتیا سن و اریک هابسبام داشت. در سال ۱۹۹۸ سن برنده پاداش یادبود نوبل در علوم اقتصادی شد. وی بعدتر در سال ۱۹۹۹ به‌خاطر تحقیقاتش در اقتصاد رفاه برنده پاداش بهارات راتنا شد و همچنین اولین پاداش جان مینارد کینز چارلستون-EFG را برای خدماتش در همین زمینه از آن خود کرد. سن مانند داب یکی از اعضای کالج ترینیتی است. هابسبام مانند داب در دانشگاه کمبریج تحصیل کرد و یک مورخ مارکسیست بود. وی آثار متعددی دربارهٔ مارکسیسم منتشر کرد و در گروه مورخان حزب کمونیست و حزب کمونیست بریتانیای کبیر فعالیت می‌کرد.

## تفکرات اقتصادی
داب به عنوان یک اقتصاددان، عمدتاً درگیر تفسیر نظریه اقتصادی نئوکلاسیک از دیدگاه مارکسیستی بود. وی در بحث اصلی مسئله محاسبات اقتصادی، به دلیل نقد مدل‌های سرمایه‌داری، سوسیالیستی برنامه‌ریزی شده متمرکز یا سوسیالیستی بازار مبتنی بر چارچوب نئوکلاسیک تعادل ایستا شرکت کرد.
داب همچنین تفکر حاشیه‌گرایانه در اقتصاد نئوکلاسیک را نقد می‌کرد. این مبحث از زمان مرگ مارکس رایج شده بود و داب از جانب مارکس بحث می‌کرد. اساس حاشیه‌گرایی، سودمندی حاشیه‌ای است. سودمندی حاشیه‌ای، برای تعیین کمیت سطوح رضایت یک فرد مصرف‌کننده جنس، راهکار ارائه می‌دهد. میزان رضایت نیز به رفتار فرد بستگی دارد. این ایده‌ها نشان داد که قیمت‌های تعیین‌شده برای اجناس تا حدود بسیار زیادی تحت تأثیر تمایل افراد به خرج کردن است. ارزش مفروضی که یک فرد به یک جنس می‌دهد برعکس نظریه ارزش کار مارکس است. این نظریه که بر پایه ارزش، قیمت، سود بنا شده، استدلال می‌کند که قیمت یک جنس بر اساس میزان کار قابل قبول اجتماعی که وارد چرخه تولید می‌شود، تعیین می‌گردد.
در کتاب داب با عنوان نظریات ارزش و توزیع از زمان آدام اسمیت: ایدئولوژی و نظریه اقتصادی، او استدلال کرد که بر اساس حاشیه‌گرایی، مطلوبیت نهایی و رضایت فردی نمی‌توانند قیمت‌ها را تعیین کنند. داب ترجیحات و سطح رضایت یک فرد را به شدت به ثروت فردی وی وابسته می‌دانست، به‌طوری که معتقد بود سودمندی نهایی با قدرت خرج کردن تعیین می‌شود. به عقیده داب، توزیع ثروت به تنهایی می‌تواند قیمت‌ها را تغییر دهد، زیرا میزان خرج کردن شخص تعیین‌کننده قیمت‌هاست؛ لذا وی استدلال کرد که رفتار فردی نمی‌تواند بر قیمت‌ها تأثیر بگذارد، زیرا بسیاری از عوامل دیگر مانند نیروی کار و قدرت مصرف نیز دخیل هستند. داب مدل سوسیالیستی بازار اسکار لانگ و دستاوردهای سوسیالیست‌های «نئوکلاسیک» را نادیده گرفت و از آن‌ها با عنوان «محدود کننده غیرموجه مطالعات در سطح مشکلات روابط مبادله‌ای» یاد کرد.
بسیاری از آثار داب به زبان‌های دیگر ترجمه شده‌اند. کتاب کوتاه او با عنوان مقدمه‌ای بر اقتصاد توسط روشنفکر اهل مکزیک، آنتونیو کاسترو لیال، به اسپانیایی ترجمه شد و توسط ناشر برجسته مکزیک Fondo de Cultura Economica به چاپ رسید. از سال ۱۹۳۸ تاکنون بیش از ده نسخه از این کتاب به چاپ رسیده است.
داب معتقد است که چالش‌های اقتصادی مرکزی در سوسیالیسم، مربوط به تولید و سرمایه‌گذاری در جنبه‌های پویای آن‌ها است. او سه مزیت عمده اقتصادهای برنامه‌ریزی شده را شناسایی کرد: هماهنگی پیشین، اثرات خارجی و متغیرهای برنامه‌ریزی.